# Distrikt San Francisco del Yeso
Der Distrikt San Francisco del Yeso ist einer der 23 peruanischen Distrikte, welche die Provinz Luya in der Region Amazonas bilden. Der Distrikt hat eine Fläche von 113,94 km². Die Einwohnerzahl betrug beim Zensus 2017 695.

## Geographische Lage
Im Norden grenzt der Distrikt San Francisco del Yeso an den Distrikt Santo Tomás, im Osten an den Distrikt Mariscal Castilla und den Distrikt Montevideo, im Süden an den Distrikt Leimebamba und im Westen an den Distrikt Cocabamba.

## Distrikthauptstadt
Die Hauptstadt des Distriktes San Francisco del Yeso ist das Dörfchen „San Francisco del Yeso“ mit 131 Häusern.

## Ortsname
„San Francisco“ ist der Dorfheilige, Sankt Franziskus von Assisi. „Yeso“ heißt auf Spanisch „Gips“ – das Produkt, das bis vor einigen Jahren das Haupteinkommen des Dorfes bildete.

## Tourismus

### Gipsherstellung
Auch heute kann man an manchen Tagen die traditionelle Zubereitung des Gipses bestaunen.

### Ruinen
Im Distrikt San Francisco del Yeso findet man vielerlei Ruinen der Kultur der Chachapoya.

### Dorffeste
Das Dorffest der Distrikthauptstadt San Francisco del Yeso wird am 23. September begangen. Außerdem wird an den folgenden Tagen die „Virgen de las Mercedes“ (24. September), das „Allerheiligste“ (25. September), Sankt Antonio (26. September) und die „Virgen del Rosario“ (27. September) verehrt und gefeiert.
Neben den religiösen Feierlichkeiten stehen bei diesem Fest im Besonderen Volkstanz und Aufführungen traditioneller Tänze auf dem Programm.

### Gastronomie
Unter anderem ist das Meerschweinchen eine ganz besondere Delikatesse dieser Gegend.

## Dörfer und Gehöfte im Distrikt San Francisco del Yeso
- San Francisco del Yeso
- Colmena
- Cuysen
- Samanga
- Chirimoya Pampa
- Huillcapampa
- La Libertad de Tinlape
- Chilingote
- Poyunte
- Allinpampa
- San Cristobal del Yeso
- Tiopampa
- Pomacochas
- San Jose de Ipada
- San Salvador
- San Antonio